# 廣渡口站
廣渡口站（：／ Gwangnaru yeok */?）副站名長神大學，是首都圈電鐵5號線沿線的一座地下車站，位於韓國首爾特別市廣津區廣壯洞。

## 車站結構
站體為2面2線曲線式設計側式月台的地下車站，候車月台設有月台幕門，並有4處出口。

### 月台配置
| 峨嵯山 ↑ |
| \| 上    |
| ↓ 千戶   |

| 月台 | 路線             | 目的地                                   |
| ---- | ---------------- | ---------------------------------------- |
| 上行 | ●首都圈電鐵5號線 | 君子、新吉、金浦機場、傍花方向           |
| 下行 | ●首都圈電鐵5號線 | 千戶、江東、上一洞、河南黔丹山、馬川方向 |

## 歷史
- 1995年11月15日：落成啟用。

## 車站周邊
- 千戶大橋
- 首爾廣津郵局
- 首爾廣津警察署
- 廣南高校
- 廣南中學
- 楊津中學
- 廣壯中學
- 首爾廣壯初等學校
- 廣壯變電所
- 廣壯綜合社會福祉館
- YES24 LIVE HALL
- 長老會神學大學
- 廣津區民體育中心
- 廣津資訊圖書館
- 廣津青少年修煉館
- 國民健康保險公團（朝鲜语：국민건강보험공단）廣津支社
- 華克山莊喜來登酒店
- 維斯塔華克山莊首爾酒店
- 廣壯洞天主教會

## 圖片

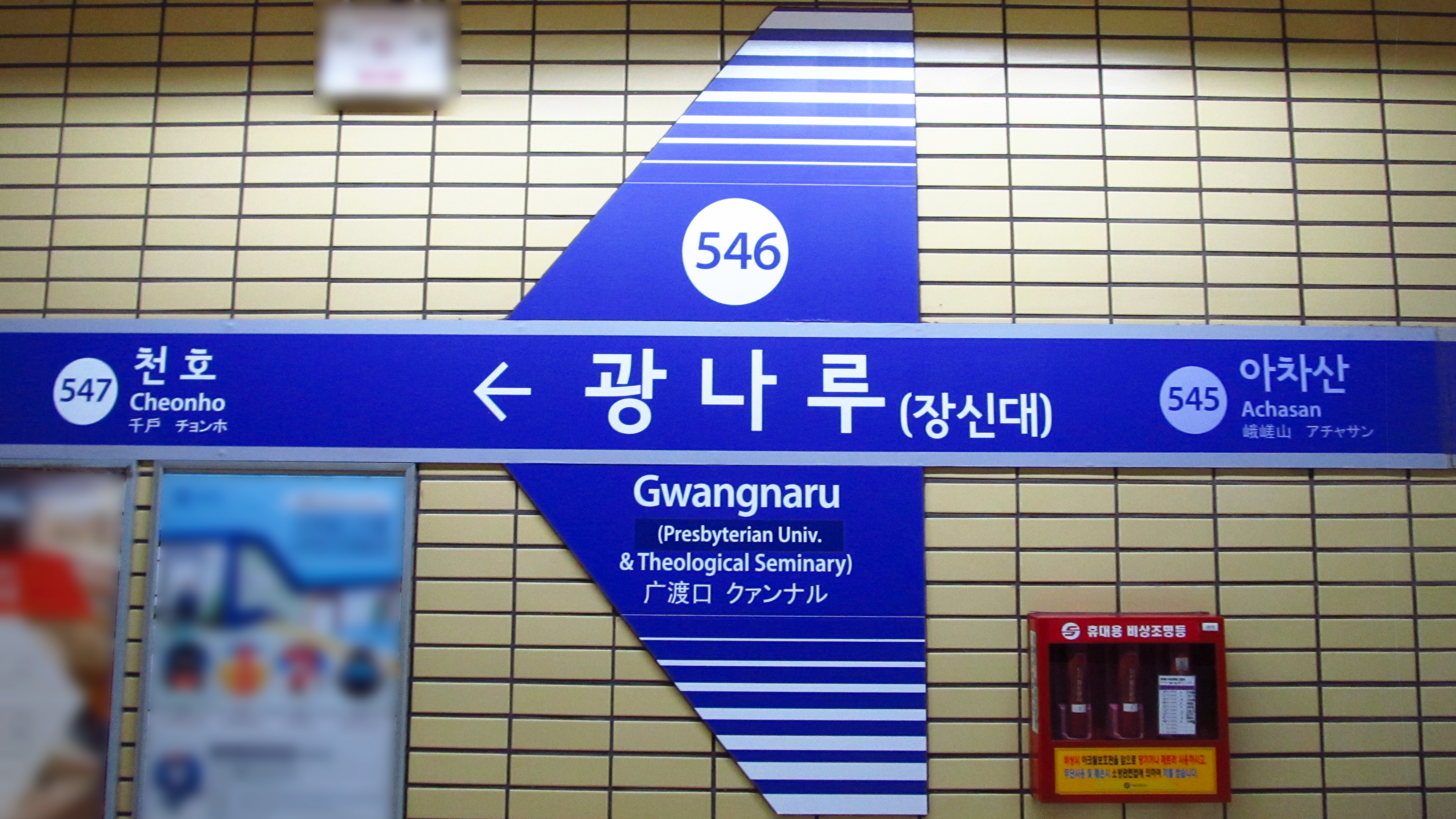
站名牌
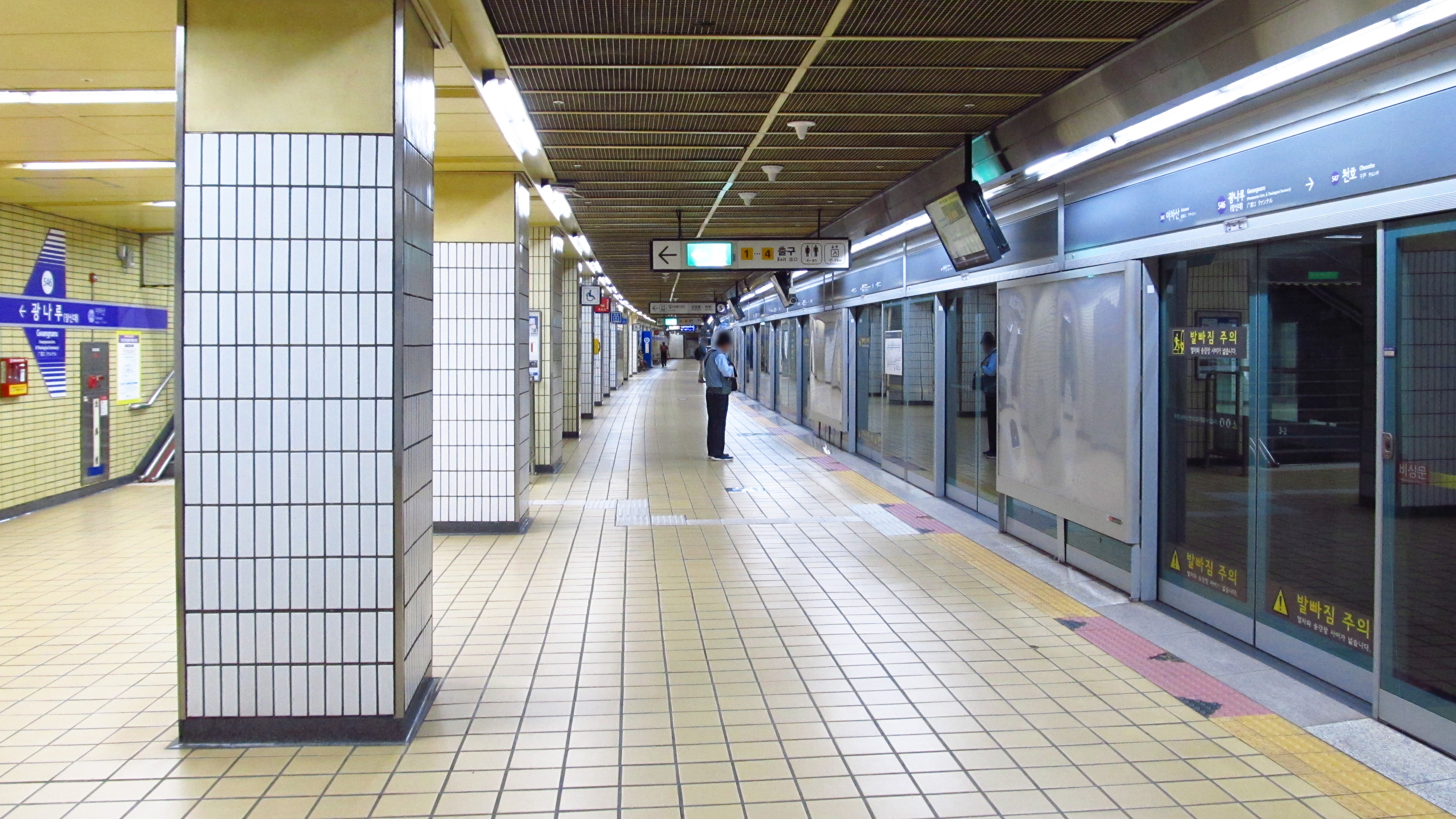
候車月台
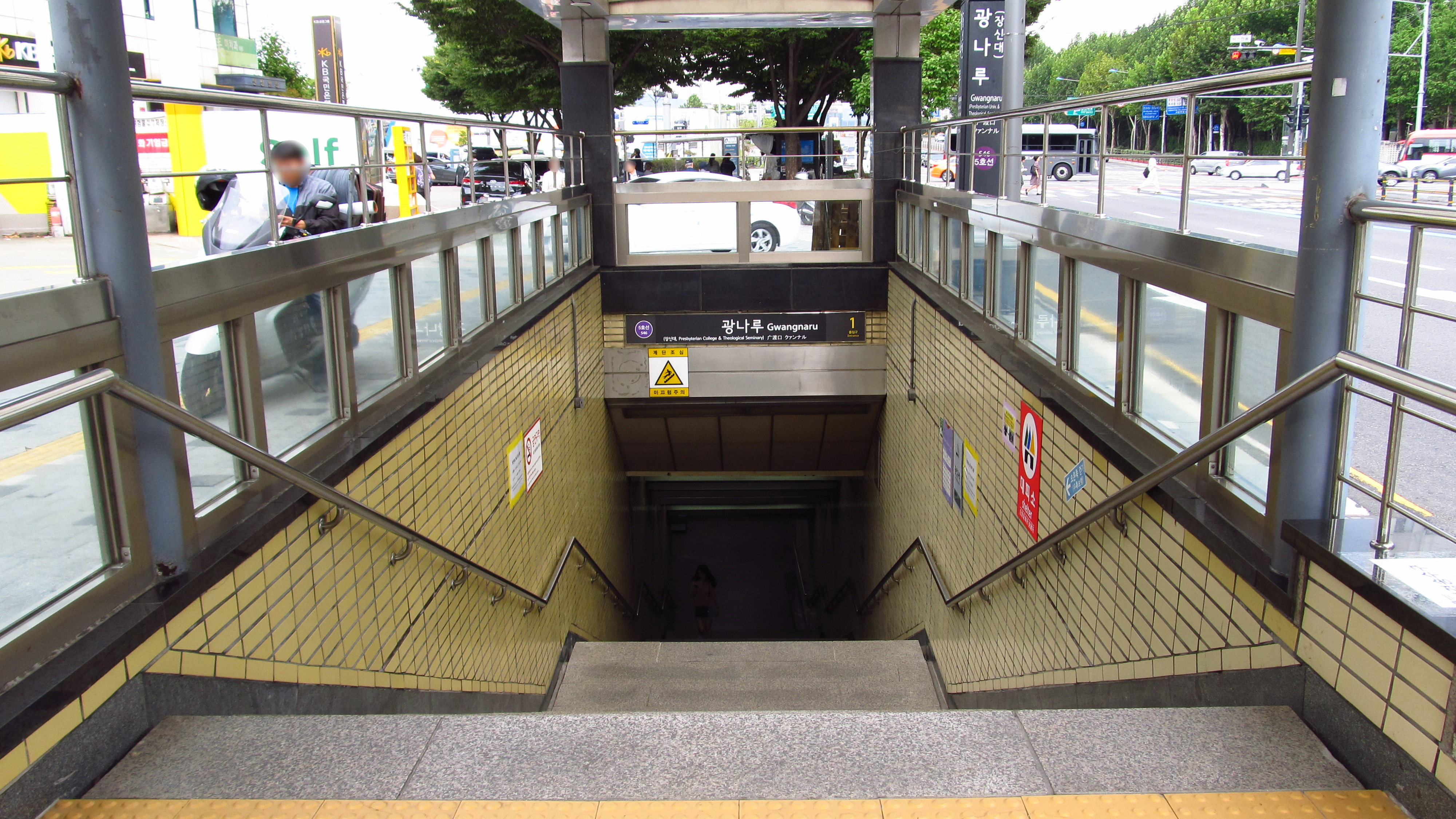
1號出口
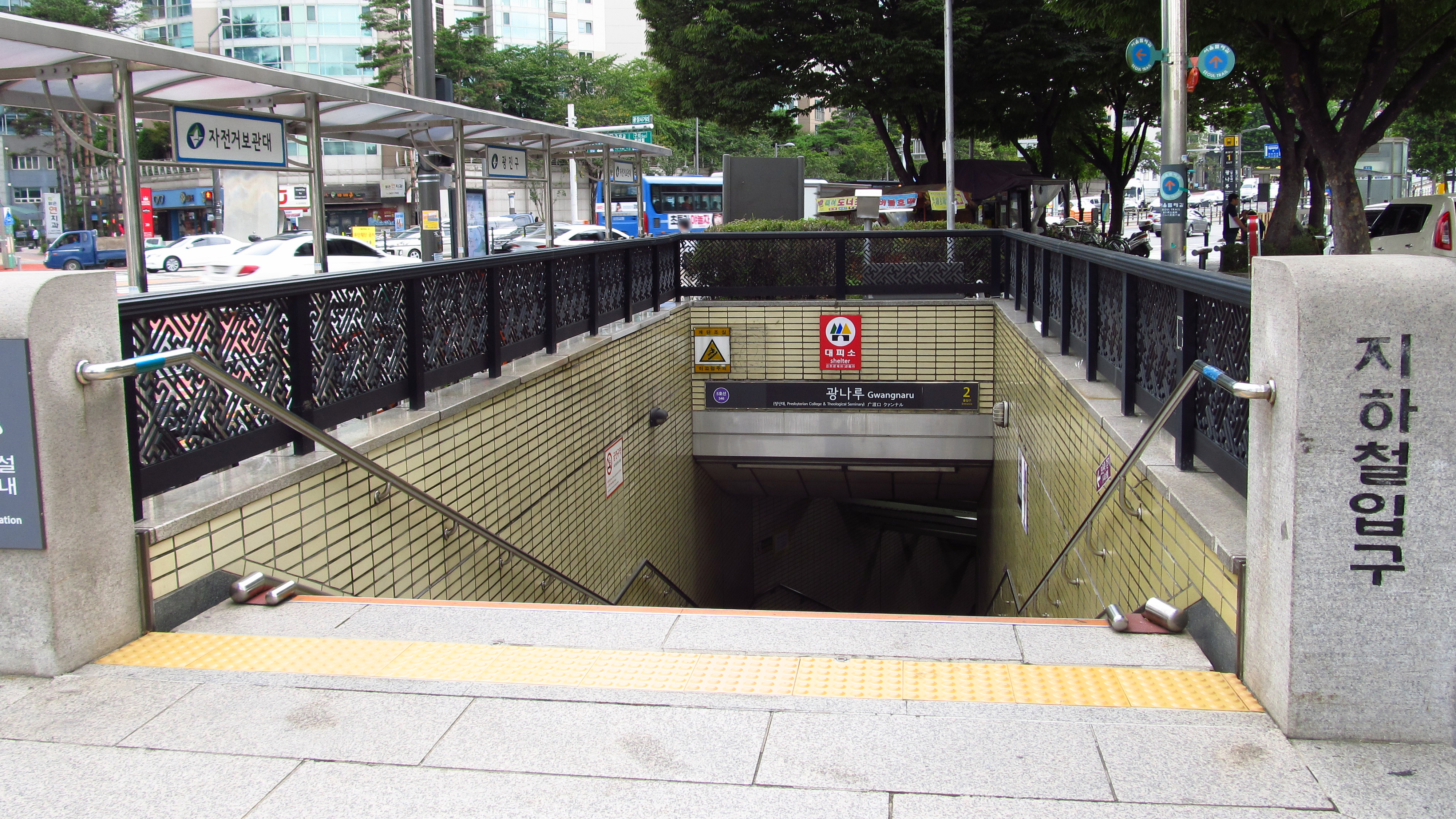
2號出口

## 相鄰車站
首爾交通公社
●首都圈電鐵5號線
峨嵯山（545）－廣渡口（546）－千戶（547）